# Cherif Moussari
Cherif Moussari (ou Charif-Moussari, Chirmoussari) est un village du Cameroun situé dans le département du Mayo-Tsanaga et la Région de l'Extrême-Nord, dans les monts Mandara, à la frontière avec le Nigeria, sur la route qui relie Nguetchewe à Achigachia. Il fait partie de la commune de Mozogo.

## Population
En 1966-1967, la localité comptait 526 habitants, principalement des Bornouans et des Mafa. Lors du recensement de 2005, 3 351 personnes y ont été dénombrées.

## Infrastructures
La localité dispose d'une école publique.

## Histoire contemporaine
La localisation frontalière de Cherif Moussari l'a exposée à plusieurs reprises aux exactions de Boko Haram. Le 14 juillet 2016, le chef d'un comité de vigilance de 50 membres installé le jour même a été assassiné.